# Änglamat

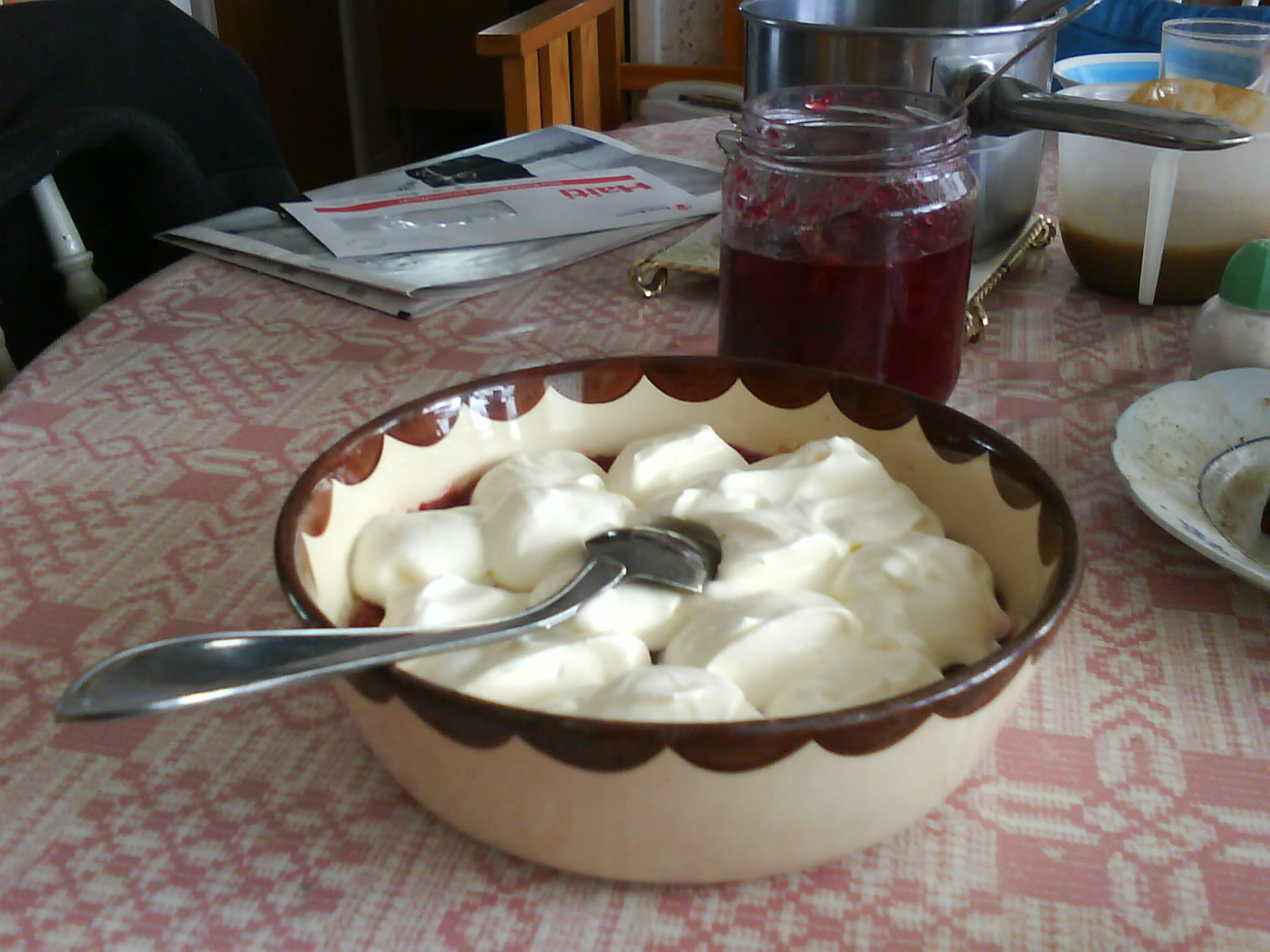
Änglamat.

Änglamat eller giftas är en dessert bestående av vispad grädde med irörda kaksmulor eller krossade skorpor. Ofta ingår även någon sylt i blandningen, som lingon- eller jordgubbssylt. Änglamat var som mest populär före glassens introduktion i samband med att frysboxar blev vanliga på 1900-talet.
I Norge går änglamat under namnet tilslørte bondepiker och i Danmark kallas den bondepige med slør. I båda länder använder man smulor av grovt bröd i desserten istället för kaksmulor.